# Corrección de color
La corrección de color es mediante el uso de geles de colores, o filtros, un proceso utilizado en la iluminación del escenario, fotografía, televisión, cinematografía y otras disciplinas, la intención de los cuales es el de alterar el color general de la luz. Normalmente, el color de la luz se mide en una escala conocida como temperatura de color, así como a lo largo de un eje verde-magenta ortogonal al eje de temperatura de color.
Sin geles de corrección de color, una escena puede tener una mezcla de varios colores. La aplicación de filtros de corrección de color frente a las fuentes de luz puede alterar el color de las distintas fuentes de luz para que coincidan. Iluminación mixta puede producir una estética indeseable cuando se muestra en un televisor o en un teatro.
Por el contrario, los geles también se pueden usar para hacer que en una escena parezcan más naturales mediante la simulación de la mezcla de temperaturas de color que se producen naturalmente. Esta aplicación es útil sobre todo donde la iluminación motivado (prestando la impresión de que es diegética) es la meta. Geles de color también se pueden usar para teñir las luces para el efecto artístico.

## Temperatura de color correlacionada

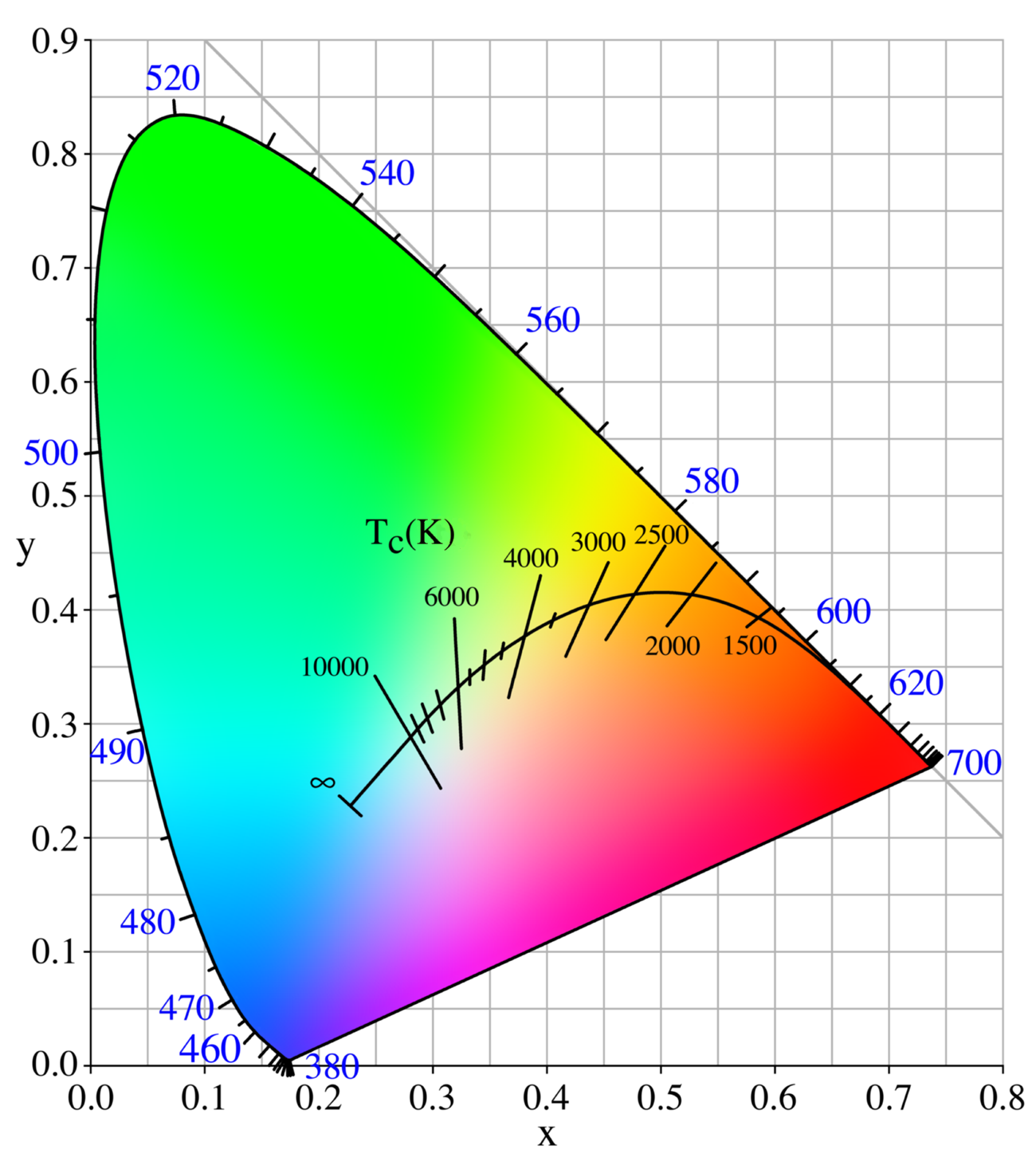
Diagrama de cromaticidad, curva de Planck, y las líneas de CCT constante.

El color particular de una fuente de luz blanca se puede simplificar en una temperatura de color correlacionada (CCT). Cuanto mayor sea el CCT, el más azul aparece la luz. La luz del sol en 5600K, por ejemplo, aparece mucho más azul que la luz de tungsteno en 3200K. A diferencia de un diagrama de cromaticidad, la escala Kelvin reduce el color de la fuente de luz en una dimensión. Por lo tanto, las fuentes de luz de la misma CCT pueden aparecer verde o magenta en comparación con otros. Las luces fluorescentes por ejemplo, son típicamente muy verde en comparación con otros tipos de iluminación. Sin embargo, algunos fluorescentes están diseñados para tener una alta fidelidad a un ideal de luz, medida por el índice de rendimiento de color (CRI). Esta dimensión, a lo largo de líneas de CCT constante, a veces se mide en términos de equilibrio verde-magenta; [1] esta dimensión se refiere a veces como "tinte" o "CC".

## Nomenclatura del gel
Los principales geles de corrección de color son CTB (azul temperatura del color) y CTO (naranja temperatura de color). Un gel CTB Convierte la luz de tungsteno de 3200K a color "luz del día" (5200 K). Un gel CTO realiza a la inversa.[2] Tenga en cuenta que los geles de diferentes fabricantes producen colores ligeramente diferentes. Además, no existe una definición precisa del color de la luz del día, ya que varía dependiendo de la localización (latitud, polvo, contaminación) y la hora del día.
Los geles que eliminan los matices verdes de las luces fluorescentes se llaman menos verde. Los geles que añaden un tono verde se llaman más verde. [2] Las fracciones tales como 3/4, 1/2, 1/4, y 1/8 indican la potencia de un gel. A 1/2 CTO gel es la mitad de la fuerza de un (completo) gel CTO.

## Cámaras de balance de blancos
Los filtros de color pueden aplicarse sobre una lente de la cámara, para ajustar el balance de blancos. En los sistemas de vídeo, balance de blancos se puede lograr mediante la manipulación digital o electrónica de la señal y por lo tanto filtros de corrección de color no están del todo necesaria. Sin embargo, algunas cámaras de cine digital pueden grabar una imagen sin ningún tipo de filtrado digital aplicada. El uso de filtros de corrección de color físicas para el balance de blancos (en lugar de la manipulación digital o electrónico) puede maximizar el rango dinámico de la imagen capturada.
Algunas cámaras profesionales diseñadas para ENG utilizan ruedas de filtros que contienen filtros de corrección de color y se han diseñado para optimizar el rendimiento de diferentes temperaturas de color.
Filtros de corrección de color son un método eficaz de ajustar el balance de blancos. Sin filtrado, uno debe tratar de corregir el balance de blancos a través de sincronización de color o mediante la manipulación de la película después de que haya sido escaneada o telecine.